# Star Wars: Empire at War: Forces of Corruption
Star Wars: Empire at War: Forces of Corruption is een Real-time strategy computerspel ontwikkeld door Petroglyph Games en uitgegeven in Europa op 27 december 2006 door LucasArts voor op de PC.
Forces of Corruption is een uitbreiding op het computerspel Star Wars: Empire at War.
De nieuwe uitbreiding bevat onder andere een nieuwe factie en 13 nieuwe planeten.

## Gameplay veranderingen
Forces of Corruption heeft meerdere gameplay veranderingen waaronder de nieuwe factie the Zann Consortium. Deze factie heeft buiten nieuwe gebouwen 28 nieuwe eenheden ook de mogelijkheid om te doen aan: mensen omkopen, sabotage, piraterij en upgrades kopen van de zwarte markt. De twee bestaande facties, de Rebellenalliantie en het Galactisch Keizerrijk, hebben ook nieuwe eenheden en veranderingen aan bestaande eenheden. Ook zijn er nieuwe helden voor bestaande facties zoals Luke Skywalker, Garm Bel Iblis en Admiraal Ackbar voor de rebellen.
Ook is er veranderd dat de speler tijdens landgevechten nu transportvliegtuigen kan gebruiken om zo de eenheden sneller te verplaatsen, mobiele bouwplekken (om wapeninstallaties op te bouwen), het ruimtestation repareren en het aanvragen van een bombardement als een hoofdschip in de ruimte boven de planeet hangt.
Er zijn 13 nieuwe planeten in Forces of Corruption: Dathomir, Mandalore, Hypori, Myrkr, Felucia, Honoghr, Kamino, Mustafar, Muunilinst, Saleucami, The Maw, Utapau en Bespin. De al bestaande planeten Nal Hutta en Alderaan zijn veranderd. Nal Hutta heeft een ander landschap gekregen en Alderaan is nu een asteroïdeveld. Het is nu ook mogelijk om een derde speler op één map te hebben in plaats van twee.